# Вијетнам на Светском првенству у атлетици на отвореном 2019.
Вијетнам је учествовао на 17. Светском првенству у атлетици на отвореном 2019.  одржаном у Дохи од 27. септембра до 6. октобра дванаести пут. Репрезентацију Вијетнама представљао је 1 атлетичар који се такмичио у трци на 100 метара.,
На овом првенству представник Вијетнама није освојио ниједну медаљу, нити је постигла неки резултат.

## Учесници
Мушкарци:
- Нган Нгок Нгија — 100 м

## Резултати

### Мушкарци
| Атлетичар       | Дисциплина | Лични рекорд | Предтакмичење | Предтакмичење | Квалификације  | Квалификације  | Полуфинале           | Полуфинале           | Финале               | Финале               | Детаљи |
| Атлетичар       | Дисциплина | Лични рекорд | Резултат      | Место         | Резултат       | Место          | Резултат             | Место                | Резултат             | Место                | Детаљи |
| --------------- | ---------- | ------------ | ------------- | ------------- | -------------- | -------------- | -------------------- | -------------------- | -------------------- | -------------------- | ------ |
| Нган Нгок Нгија | 100 м      | 10,47        | 10,67 кв, ЛРС | 2. у гр. 2    | Није стартовао | Није стартовао | Није се квалификовао | Није се квалификовао | Није се квалификовао | Није се квалификовао |        |